# 제일고등학교 (일본)
제일고등학교(일본어: 第一高等学校 다이이치코토각코[*])는 1886년에 일본 메이지정부가 세운 최초 구제고등학교다. 제국대학예비교로서 기능하다가 종전 후 미군사령부가 교육제도를 개편하면서 동경대학이 교양학부로 흡수했으며, 현재 동경대학 교양과정을 담당하는 고마바캠퍼스는 제일고등학교 부지와 교사를 그대로 사용하고 있다. 당시 교육과정은 지금 대학 예과과정에 해당했다. 학생들은 졸업과 동시에 동경제국대학으로 자동 진입하는 특전을 누렸다. 대학 진학 때 전공에 따라 1부는 법학, 정치학, 문학, 2부는 공학, 이학, 농학, 약학, 3부는 의학으로 분류했다. 약칭 일고(一高)라고 불렸다. 이후 일본 각지에 제이, 제삼 국립고등학교가 생겼고, 통칭 "넘버스쿨"이라 불렸다. (구제고등학교 참조). 일본 근대화과정에서 최고 엘리트 양성소로 이름을 떨치며 입신양명을 꿈꾸는 일본 대중이 큰 관심을 두었고, 문학이나 드라마 등 각종 예술에 소재로 쓰였다. 정치인이나 관료로 성장한 졸업생이 특히 많다.

## 연혁
- 1874 관립동경외국어학교의 영어과가 동경영어학교로 분리독립
- 1877 동경영어학교와 관립동경개성학교의 보통과를 합병하여 동경대학예비문 설립
  - 이후 다음의 학교들과 통합함. 동경대의학부예과, 동경법학교예과, 동경외국어학교 프랑스학과, 독일학과
- 1886 제국대학령・중학교령이 개정됨. 공과대학예과가 합병됨
  - 제일고등중학교로 개칭됨. 예과 3년 (본과 2년)
- 1887 의학부가 지바현에 설립됨 (현립지바의학교를 인수)
  - 이후 분리되어 지바의과대학을 거쳐 현재 지바대학 의학부로 발전함.
- 1889 히토츠바시 지역으로 이전
- 1894 예과가 폐지되고 본과 3년제로 바뀜
  - 같은 해 9월 고등학교령에 의해 제일고등학교로 개칭됨.
- 1897 학군제가 폐지되어 전국에서 응시가 가능해짐.
- 1923 관동대지진으로 본관 시계탑이 파손됨.
- 1935 동경대농학부와 부지를 교환하여 고마바로 이전.
- 1949 동경대학이 신체제로 전환되어 교양학부 설치함. 6월 동경대학제일고등학교로 개칭됨. 이후 1950년 3월까지, 일고와 동경대학교양학부가 병존함.
- 1950 3월24일 폐교

## 제일고등학교 출신 유명인
- 나쓰메 소세키
- 가와바타 야스나리
- 기시 노부스케
- 난부 요이치로
- 주만 가나에

## 같이 보기
- 구제고등학교
- 엘리트